# Randy Graff
Randy Graff (23 tháng 5 năm 1955) là một nữ diễn viên và ca sĩ người Mỹ, người chiến thắng của giải thưởng Tony. Bà sinh ra ở Brooklyn, New York, và tốt nghiệp trường cao đẳng Wagner.

## Cuộc sống cá nhân
Graff kết hôn với nhạc sĩ Tim Weil. Bà là em họ của nữ diễn viên, vũ công Nikka Graff.